# Samuel Ier Hangerli
Samuel Ier Hangerli (en grec : Σαμουήλ Χαντζερής) fut patriarche de Constantinople du 24 mai 1763 au 5 novembre 1768, puis du 17 novembre 1773 au 24 décembre 1774. La liquidation non canonique de l'Archevêché d'Ohrid a eu lieu.
Pendant son temps, le canonique Patriarcat de Peć (1766) et Archevêché d'Ohrid (1767) ont été fermés, suivis par guerre russo-turque de 1768-1774, qui a marqué le début du projet grec.
Il met à profit sa fonction pour favoriser les quatre fils de son frère, Gheorghe Hangerli, un médecin de Constantinople (mort en 1789), qui exercent de hautes fonctions en Valachie et en Moldavie :
- Demètre, exécuté en 1821 ;
- Alexandre Hangerli, hospodar de Moldavie en 1807, mort en 1854 ;
- Constantin Hangerli, hospodar de  Valachie, exécuté en 1799 ;
- Nicolae, exécuté en 1821.